# Lee Fierro
Elizabeth Lee Fierro, más conocida como Lee Fierro (Massachussetts, 13 de febrero de 1929-Aurora, Ohio, 5 de abril de 2020), fue una actriz estadounidense.

## Carrera
Es conocida por interpretar a la Sra. Kintner en la franquicia cinematográfica Tiburón. Su famosa escena, la que abofeteó al jefe de policía Brody (Roy Scheider) requirió varias tomas.
Vivió durante muchos años en Martha's Vineyard, donde de 1974 a 2017 fue directora artística del Island Theater Workshop. En 2013 recibió el premio "Mujer del año" de Women Empowered to Make Healthy Choices por su taller de teatro local.

## Muerte
Murió el 5 de abril de 2020 en Ohio por COVID-19.